# Col des Fours (massif du Mont-Blanc)
Pour les articles homonymes, voir Col des Fours.
Le col des Fours est un col de France situé dans le massif du Mont-Blanc, en Savoie et Haute-Savoie, entre la tête Sud des Fours et la tête Nord des Fours. Situé non loin du refuge de la Croix du Bonhomme, il est accessible par une variante du sentier de grande randonnée Tour du Mont-Blanc.
Les Grès Singuliers se trouvent sur le versant nord-ouest du col.

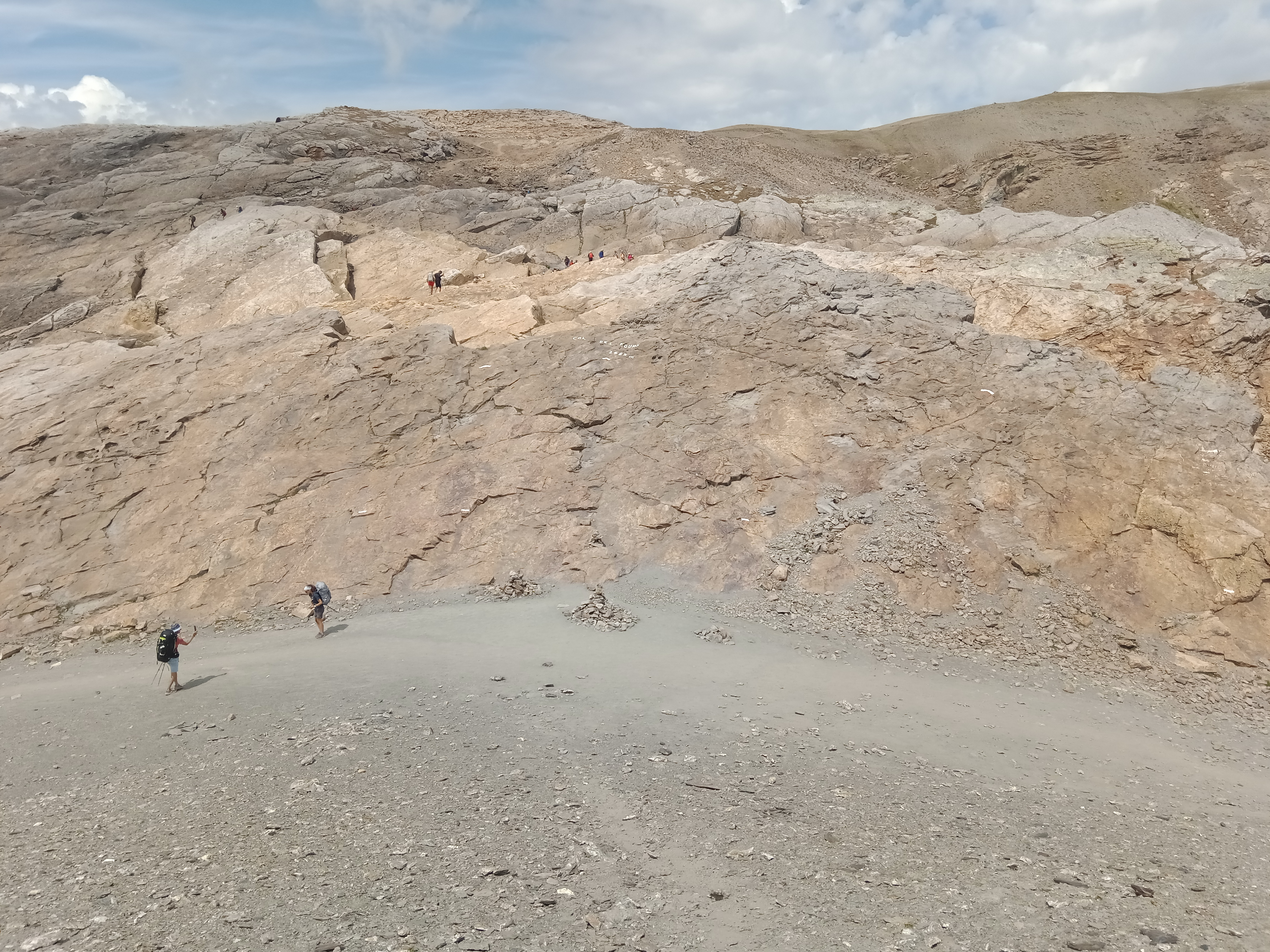
Le col des Fours depuis le sud avec les Grès Singuliers sur son versant nord et la tête Nord des Fours sur la droite.